# Bad Bizness
Bad Bizness (titlu original: Bad Bizness) este un film american din 2004 regizat de Albert Pyun. Rolurile principale au fost interpretate de actorii Traci Bingham, Master P și Brent Huff.

## Distribuție
- Traci Bingham: Sandra Marshall
- Master P: Mr. Carlson
- Brent Huff: Pete Springer
- Belinda Gavin: Carrie Sherman
- Norbert Weisser: Stephens
- Jason Schnuit: John Jacobs
- Amy Lindsay: Brittany Johnson
- Regina Russell: Angela Summers
- Julie K. Smith: Alexa Kingston
- Kalau Iwaoka:  o fată la o petrecere
- Melissa Brasselle: Shayla
- Angela Bruno: sora Sandrei
- Kira Eggers: Julie Tam
- GiGi Erneta: Hotel maid
- Kim Maddox: fata din baie
- Bill Langlois Monroe: Kevin, barmanul